# Io vagabondo (che non sono altro)
Io vagabondo (che non sono altro) è una canzone scritta da Alberto Salerno per il testo e dal bassista Damiano Dattoli per la musica, portata al successo dal gruppo musicale italiano dei Nomadi, che la presentarono a Un disco per l'estate del 1972, classificandosi al tredicesimo posto.
Il 45 giri vendette circa 1 000 000 di copie e, ancora oggi, è una delle canzoni più note dei Nomadi e viene sempre suonata dal gruppo durante i concerti.
Successivamente fu inserita nella cassetta Stereo 8 intitolata Io Vagabondo (che non sono altro) (Columbia Records – mc 244-17845).

## La prima incisione
Nel 1972 i Nomadi incisero il 45 giri Io vagabondo (che non sono altro)/Eterno, il cui lato A conteneva il brano Io vagabondo (che non sono altro), della durata di 3 minuti e 10 secondi.

### Formazione
- Augusto Daolio: voce.
- Beppe Carletti: tastiera.
- Franco Midili: chitarre (lato A: Io vagabondo).
- Paolo Lancellotti: batteria.
- Umberto Maggi: basso.
- Amos Amaranti: chitarre (lato B: Eterno).

### Versione spagnola
Esiste anche la versione spagnola del brano (1973) intitolata "Yo vagabundo", pubblicata su EP nello stesso anno in Cile (Odeon Records – BSOD - 15100), e per la prima volta in Italia su CD nell'album The Platinum Collection (2003) (EMI – 5937372).

### Altre incisioni da parte dei Nomadi
Il brano è stato inserito in quasi tutte le raccolte musicali e negli album del gruppo, sia dal vivo che in studio:
- 1976 - Collezione (Emi – 3C 064-18190).
- 1981 - I Nomadi (Emi – 3C05418485).
- 1987 - Nomadi in concerto[11] (CGD – NOM 85901).
- 1987 - Nomadi in concerto 2 (CGD – 9031-70476-2), pubblicato in Italia e Germania.
- 1992 - Ma noi no! (CGD – CGD 4509 90159-1), pubblicato in Italia e Germania.
- 1992 - Ma che film la vita (Panorama – PACD0325).
- 1993 - I Nomadi (Emi Music Collection – 7 89168-2).
- 1994 - Chiedi chi erano i Nomadi (EMI – 7243 8 31607 2 3).
- 1995 - I Nomadi (EMI – 7243 8 36896 2 0).
- 1995 - Tributo ad Augusto, in una particolare versione in cui il gruppo suona e la canzone è cantata dal pubblico.[12][13]
- 1997 - D'amore e altre storie (EMI – 7243 8 56286 2 7).
- 1997 - Le strade, gli amici, il concerto (CGD East West – 3984201191).
- 1999 - SOS con rabbia e con amore (CGD East West – 3984-29171-2), pubblicato in Germania ed Italia.
- 2000 - Studio Collection - Le origini (EMI Music Italy – 5 30572 4), pubblicato in Italia e Paesi Bassi.
- 2003 - The Platinum Collection (EMI – 5937372).
- 2003 - Nomadi 40 (CGD East West – 5050466579614).
- 2005 - Studio Collection (EMI – 07243 477234 2 1).
- 2005 - Le più belle canzoni dei Nomadi (Warner Music Group – 1823).
- 2006 - Collezione italiana (EMI Music Italy – 94637 21292).
- 2006 - I Nomadi DOC (EMI – 94637 30462).
- 2007 - The Best Platinum Collection (EMI – 094639213221).
- 2007 - Nomadi & Omnia Symphony Orchestra live 2007 (Atlantic Records – 5051442335026).
- 2008 - I grandi successi (Warner Music Italia Srl – 5051442-8880-5-8).
- 2008 - Io vagabondo (EMI – 50999-208183-2-6).
- 2010 - Vagabondi e dintorni (Warner Music Italia Srl).
- 2010 - Italian Beat (Gruppo Arnoldo Mondadori Editore Spa – IB 08 01).
- 2010 - Original Album Series (Rhino Records – 5052498-1562-5-2).
- 2010 - I Nomadi ed altre storie... Best & Rarities (EMI – 5099962827423).
- 2011 - Canzoni nel vento - Live 1987-1989 (Edizioni e Produzioni I Nomadi SRL – 8032732-2715-28).
- 2012 - Essential (EMI – 636671 2).
- 2012 - Tutto Nomadi: Dove si va (Warner Music Italia Srl - 5053105469758).
- 2013 - Nomadi (Warner Music Italia Srl - 5053105-8121-2-7-).
- 2013 - Nomadi 50
- 2013 - Io vagabondo (SMI – 8054188381507).
- 2014 - Nomadi 50+1 (Nomadi – 3273227392).
- 2015 - Il sogno di due sedicenni è diventato realtà (Artist First – 8032732275526).
- 2016 - I Nomadi 1965/1979 - Diario di viaggio di Augusto e Beppe (Universal Music Italia s.r.l. – 00602557213737).
- 2016 - Gente come noi - 25th Anniversary Edition (Warner Music Italy – 5054197249822).
- 2016 - Playlist (Rhino Records – 5054197202827).
- 2016 - Così sia - XXIV Tributo ad Augusto Daolio (Artist First – 8032732276226).
- 2017 - The best (The Saifam Group – ATL 1191-2-A070447).
- 2018 - Nomadi 55 - Per tutta la vita[14]

### Video
- 1992 - Gente come noi, registrato al Teatro Smeraldo di Milano il 21 ottobre 1991 (Warner Music Vision – 9031 76573-3).
- 1993 - Il suono delle idee... 1963-1993  (Warner Music Vision – 4509-92953-3).
- 1993 - In concerto, registrato a Casalromano il 15 aprile 1989 in occasione del 1º Raduno Nazionale Fan Club (Warner Music Vision – 4509 94331 3).
- 1993 - La settima onda in concerto, registrato a San Giorgio di Piano (30/10/94) - Reggio Emilia (01/05/94) - Casalromano (17/09/94) - Firenze (01/10/94) (Warner Music Vision – 4509 98841 3).
- 1997 - Le strade, gli amici, il concerto, registrato al "Festival internazionale per la pace" di Assisi il 20 settembre 1997 (Warner Music Vision – 3984 21068-3).
- 1999 - SOS con rabbia e con amore|SOS con rabbia e con amore - Live, registrato all'XI Raduno Nazionale Fan Club del 18 settembre 1999 di Casalromano (Mantova) (Warner Music Vision – 8573 80847-3).
- 2003 - Nomadi live - Festa del ventennale - Reggio Emilia, settembre 1983, uscito in occasione del quarantennale del gruppo.
- 2004 - Il viaggio continua, registrato a Novellara, 11-12-13 giugno 1993 (Warner Music Vision – 4509 95898-2).
- 2007 - Live 2007, registrato al Gran Teatro Morato di Brescia il 6/7 aprile 2007 (Atlantic Records – 5051442335323).
- 2008 - Gente come noi, registrato al Teatro Smeraldo di Milano il 21 ottobre 1991 (Warner Music Vision).
- 2014 - Exodus e Nomadi: Tremenda voglia di musica (Baraonda Edizioni Musicali – BRD140002).

## Cover

### Gianna Nannini e Timoria
In ricordo di Augusto Daolio, voce dei Nomadi, nel 1995 è pubblicato l'album Tributo ad Augusto, raccolta di canzoni del gruppo, interpretate da altri artisti. In questa raccolta Gianna Nannini e Timoria interpretano "Io vagabondo". Tale versione ha il testo parzialmente modificato, in quanto le parole "Ma lassù mi è rimasto Dio" sono sostituite con "E nemmeno mi è rimasto Dio" (CGD – 450999429-2), da cui è tratto il singolo (Polydor – 579 292-2).

### Fiorello
Sempre nel 1995 Fiorello sceglie di incidere il brano nell'album Finalmente tu, con Paola & Chiara (Free Records Independent – FRI 6027-2). Il brano sarà inserito anche in altri successivi CD dell'artista: Dai miei amici cantautori del 1997 (RTI Music – 11942), I miei amici cantautori del 2000 (S4 – CDOG0001),  The Greatest (Sony Music – S4 508365 2) e I più grandi successi del 2011 (RCA – 88691927592).

### Sempre Noi
Il gruppo composto da Paolo Lancellotti e Christopher Patrick Dennis, già componenti dei Nomadi, ha più volte re-inciso il brano nei propri album, sia in studio sia live, tra il 2000 ed il 2006: Noi 2000 (Sempre Noi Production – 01/2000), Vieni via con me..., Fuori sintonia (SAAR Records – CD 7076) e ...La storia continua... (SMI – SMI 711 DDD).

### Ornella Vanoni
Nel 2001, la cantante pubblica un album di cover, dal titolo Un panino una birra e poi... CGD East West – 8573866142), dove interpreta, fra le altre, anche il famoso brano dei Nomadi. Nel 2014 esce la compilation La versione di Ornella che contiene il brano (Arnoldo Mondadori Editore – 14SC0105) che appare anche nella tripla compilation del 2018 Un pugno di stelle (RCA – 19075823052)

### Roberto Giordana
Nel 2004 è stata commercializzata una versione dance del brano, remixata da Roberto Giordana (Art Records – ART 804-01), inserita nella compilation Magica Italia (S.A.I.F.A.M. – COM 1122-2) ed in Hit Music by PPCom - Summer 2004 (4Tune Record – 4TUNECD170). Nel 2017 è inserita nella compilation I Love Italo Dance (Dancework) e nel 2020 in Dance Revolution (Dancework).

### Matia Bazar
Nel 2007 è la volta dei Matia Bazar che incidono la canzone nel doppio album One1 Two2 Three3 Four4 (MBO Music – MBO 3000061) che contiene altre cover di successo e pubblicato anche in Russia.

### Altre cover
- 1994 - Fratelli Slang, EP in versione remix (New Music International – NMX 1430)
- 1995 - The Golden Brothers nell'album Sui binari della realtà... (Ricordi In Jeans Label – FG07375)
- 2013 - Gianni Drudi in versione remix nella compilation Cocomero e panna compilation (Baracca Edizioni Musicali – BAR1030)